# Friedrich Wilhelm von Redern

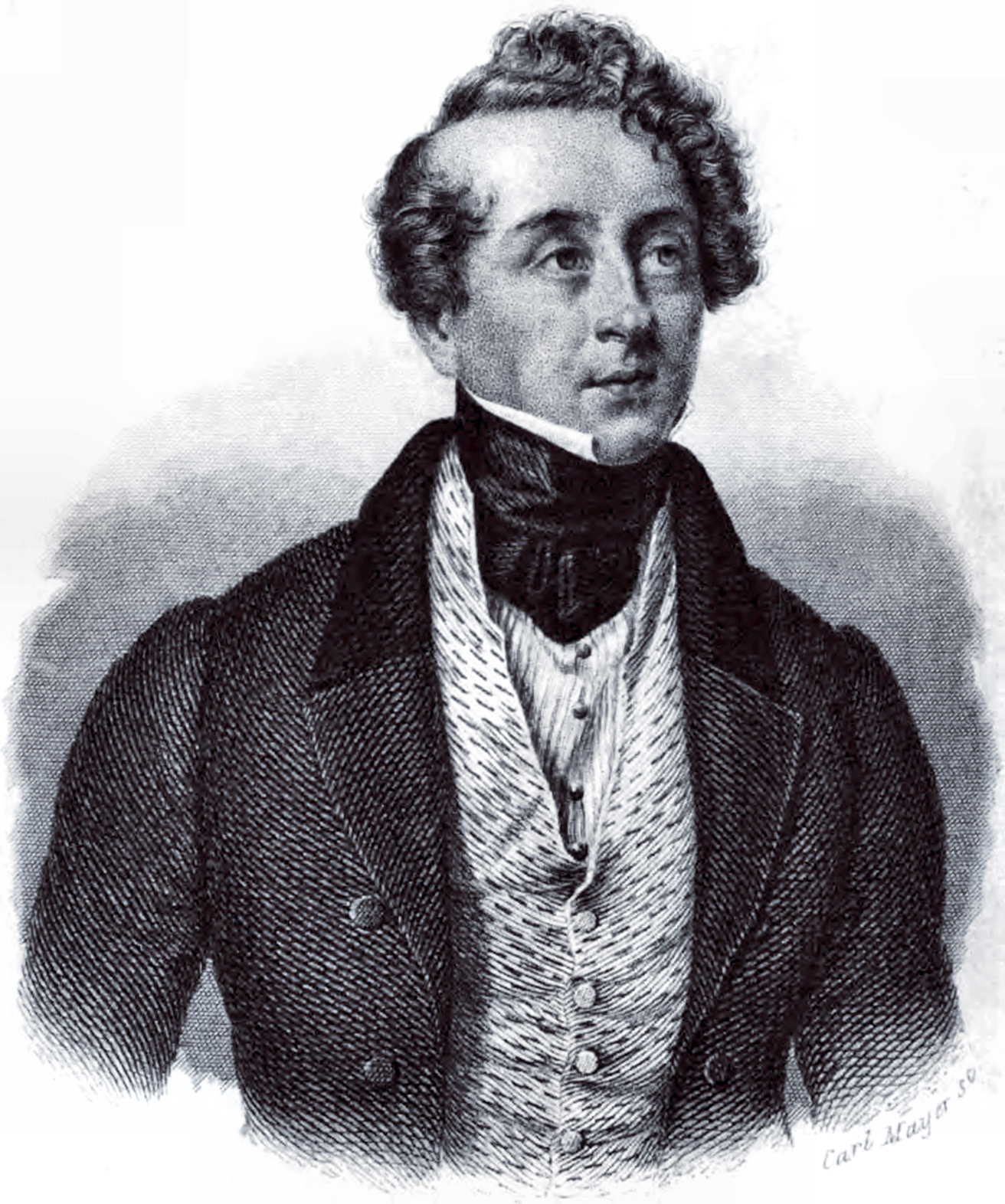
Wilhelm Friedrich Graf von Redern um 1845

Graf Friedrich Wilhelm von Redern (* 9. Dezember 1802 in Berlin; † 5. November 1883 ebenda) war ein preußischer Oberstkämmerer, Wirklicher Geheimer Rat, General der Kavallerie und Generalintendant für Schauspiel und Musik, Komponist und Politiker. Er war einer der Schlüsselfiguren im kulturellen Leben Berlins der 1830er und 1840er Jahre und als Vertrauter dreier preußischer Monarchen 50 Jahre lang eine einflussreiche Persönlichkeit bei Hof.

## Leben und Werk
Als Spross havelländischen Uradelsgeschlechts von Redern wurde Friedrich Wilhelm von Redern dem Königlichen Kammerherrn und Hofmarschall beim Prinzen Heinrich von Preußen, Wilhelm Jakob Moritz Graf von Redern (1750–1816) und seiner zweiten Frau Wilhelmine von Otterstedt (1772–1842) als ältester Sohn geboren. Er studierte seit 1821 Jura an der Universität Berlin und trat 1823 in preußische Staatsdienste. Bereits zwei Jahre später erhob Kronprinz Friedrich Wilhelm IV. den jungen Edelmann wie auch hochgebildeten Schöngeist zum königlichen Kammerherrn bei seiner Gemahlin, der Kronprinzessin Elisabeth. Am 19. Dezember 1834 heiratete er zu Hamburg Dorothea Sophia Bertha Jenisch (1811–1875), eine Tochter des wohlhabenden Hamburger Kaufmanns und Senators Martin Johann Jenisch d. Ä. Aus der Ehe ging eine Tochter, Wilhelmine Adelaide Marie Luise (* 27. März 1846) hervor.

### Generalintendant

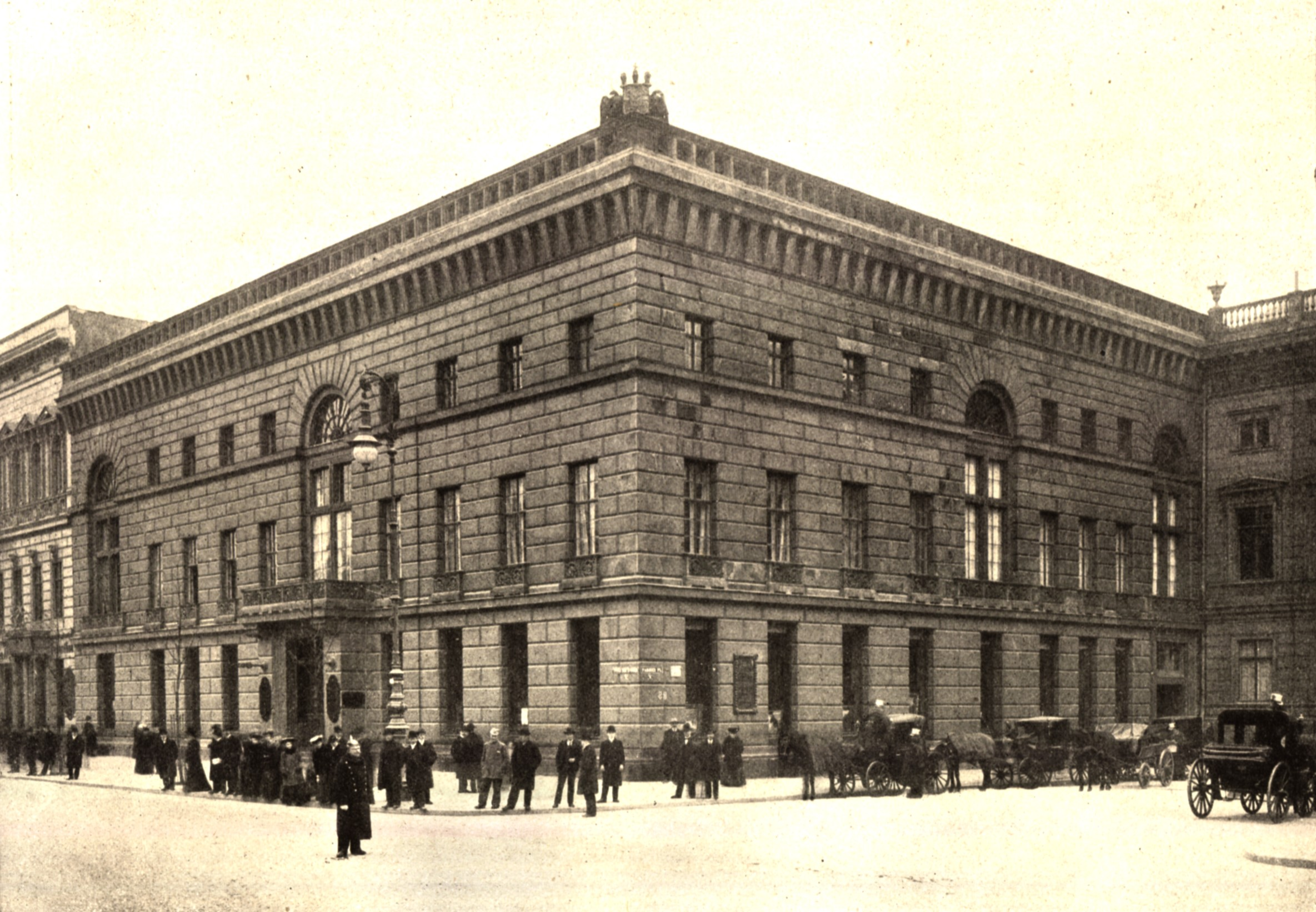
Palais Redern in Berlin, Pariser Platz

Mit künstlerischen Neigungen und ausgesprochen musikalischer Begabung ausgestattet, wurde er als Nachfolger des Grafen Brühl 1828 zunächst vorläufig, ab 1832 dann endgültig, mit der Generalintendantur der Königlichen Schauspiele betraut. In dieser Funktion war er bis 1842 zuständig für das Berliner Königliche Schauspielhaus am Gendarmenmarkt und die Königliche Oper Unter den Linden. Die herausgehobene öffentliche Stellung veranlasste ihn, sein Redernsches Palais am Pariser Platz durch den mit ihm befreundeten Architekten Karl Friedrich Schinkel von 1830 bis 1833 zu einem repräsentativen Stadtpalais ausbauen zu lassen, das zu den bedeutendsten Orten des gesellschaftlichen Lebens Berlins zählte und auch Hort seiner erlesenen Kunstsammlung war. Das unter Denkmalschutz stehende Stadtpalais wurde 1906 für den Bau des Hotel Adlon abgebrochen. Graf Redern war mit Felix Mendelssohn Bartholdy und Giacomo Meyerbeer befreundet sowie mit Goethe, Schlegel und den Gebrüdern Alexander und Wilhelm von Humboldt gut bekannt. Ab 1842 leitete er für König Friedrich Wilhelm IV. als Generalintendant die Königliche Hofmusik und bestimmte damit auch die Geschicke des Königlichen Hof- und Domchores und sämtlicher Militärchöre. Ebenfalls 1842 wurde er Wirklicher Geheimer Rat.

### Militärlaufbahn

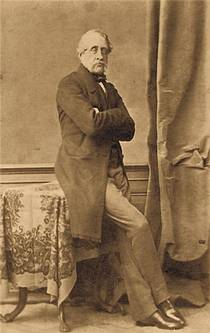
Friedrich Wilhelm von Redern

Redern trat 1823 ein Freiwilliger für ein Jahr ins Garde-Schützen-Bataillon ein und wurde 1824 zur Reserve entlassen. 1825 wurde er Sekondeleutnant der Kavallerie beim II. Bataillon des 8. Landwehr-Regiments und wechselte 1842 zum II. Bataillon des 24. Landwehr-Regiments. Seine Beförderung zum Premierleutnant erfolgte 1843, die zum Rittmeister 1844. Er hat 1846 den Charakter und 1853 das Patent zum Major erhalten. 1861 avancierte er zum Oberstleutnant und 1862 zum Oberst. Redern erhielt 1863 den Charakter als Generalmajor und wurde zu den Offizieren à la suite der Armee gestellt. Weiterhin erhielt er 1866 den Charakter als Generalleutnant sowie 1877 den als General der Kavallerie.

### Politiker
Redern beherrschte als Mann von Welt nicht nur die Klaviatur des Pianos, sondern auch die der Hofintrige. Unter dem kunstsinnigen König Friedrich Wilhelm IV., der ihn im Jahr 1847 in die Herrenkurie des Brandenburgischen Provinziallandtages berief, gewann er auch politischen Einfluss und trat nach seiner Intendantenzeit wieder in den abgeschlossenen Kreis der Hofgesellschaft zurück. Im Zuge der Revolution von 1848 verfasste er einige politische Denkschriften, die ihn als Legitimisten strengster Observanz auswiesen. In der Folgezeit erhielt er einen erblichen Sitz im Preußischen Herrenhaus. Bis zu seinem Tode im Jahr 1883 war er Oberstkämmerer am Hofe Kaiser Wilhelms I. Die Wertschätzung seiner Person zeigt sich auch in der Verleihung des Schwarzen Adlerordens 1865, dessen Kanzler er ab 1877 wurde. Er war ebenfalls, bereits seit 1826, Ritter des Johanniterordens.

### Komponist
Friedrich Wilhelm von Redern betätigte sich auch als Komponist, als der er jedoch nur geringe Anerkennung erwarb. Die Ouvertüre seiner einzigen Oper Christine, Königin von Schweden wurde 1820 in Berlin uraufgeführt.

### Großgrundbesitzer
Redern war einer der reichsten Großgrundbesitzer Preußens, der bereits früh sein Vermögen in Landbesitz investierte und bei seinem Tod mehr als 100.000 Morgen Land hinterließ. 1826 erwarb er die nahe Berlin gelegene Herrschaft Lanke vom Baron Wülknitz mit 14 Ortschaften, enormem Forstbesitz, 17 Seen und dem von einem Park umgebenen Schloss Lanke. 1862 kaufte er Gut Glambeck im Barnim, seit 2003 Ortsteil von Friedrichswalde, ließ den Schlosspark erweitern sowie einen Taubenturm aufstellen, der sich bis heute erhalten hat. Erbe wurde sein Bruder Heinrich von Redern. Zeitweise gehörte Graf Redern um 1879 auch Schloss Schwante mit weiteren 1088 ha Besitztum.

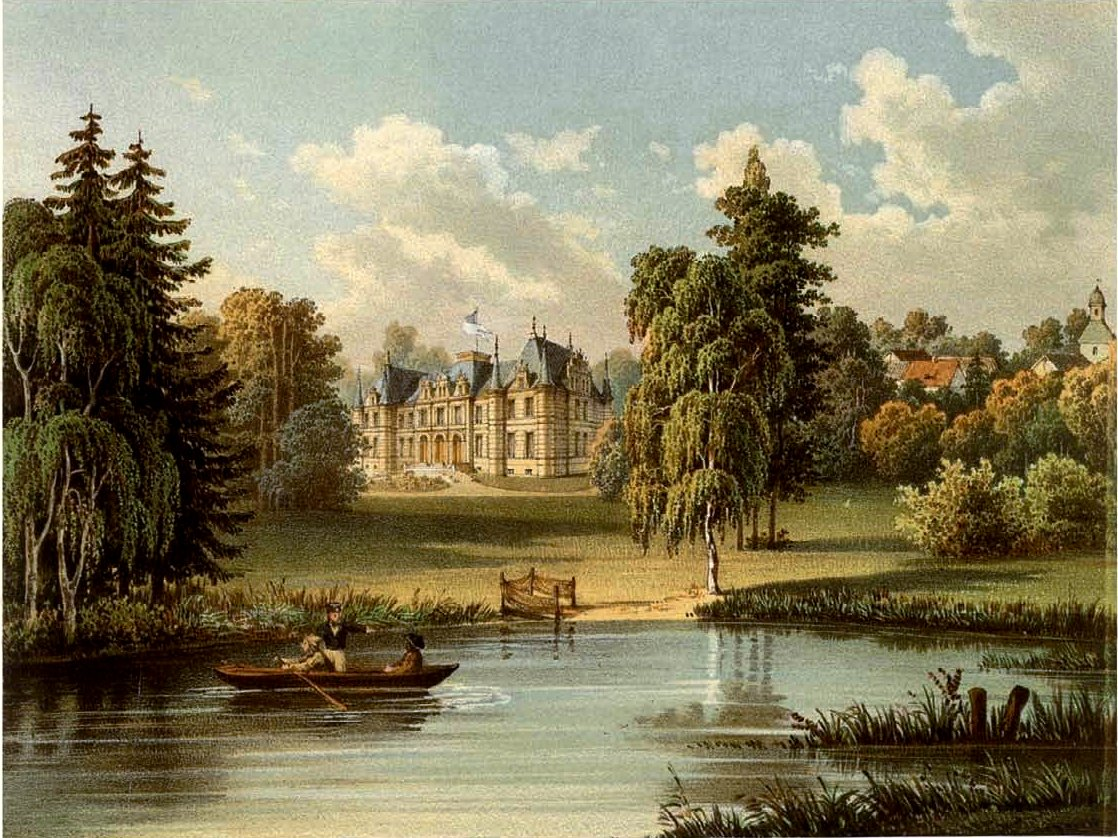
Schloss Lanke, Barnim
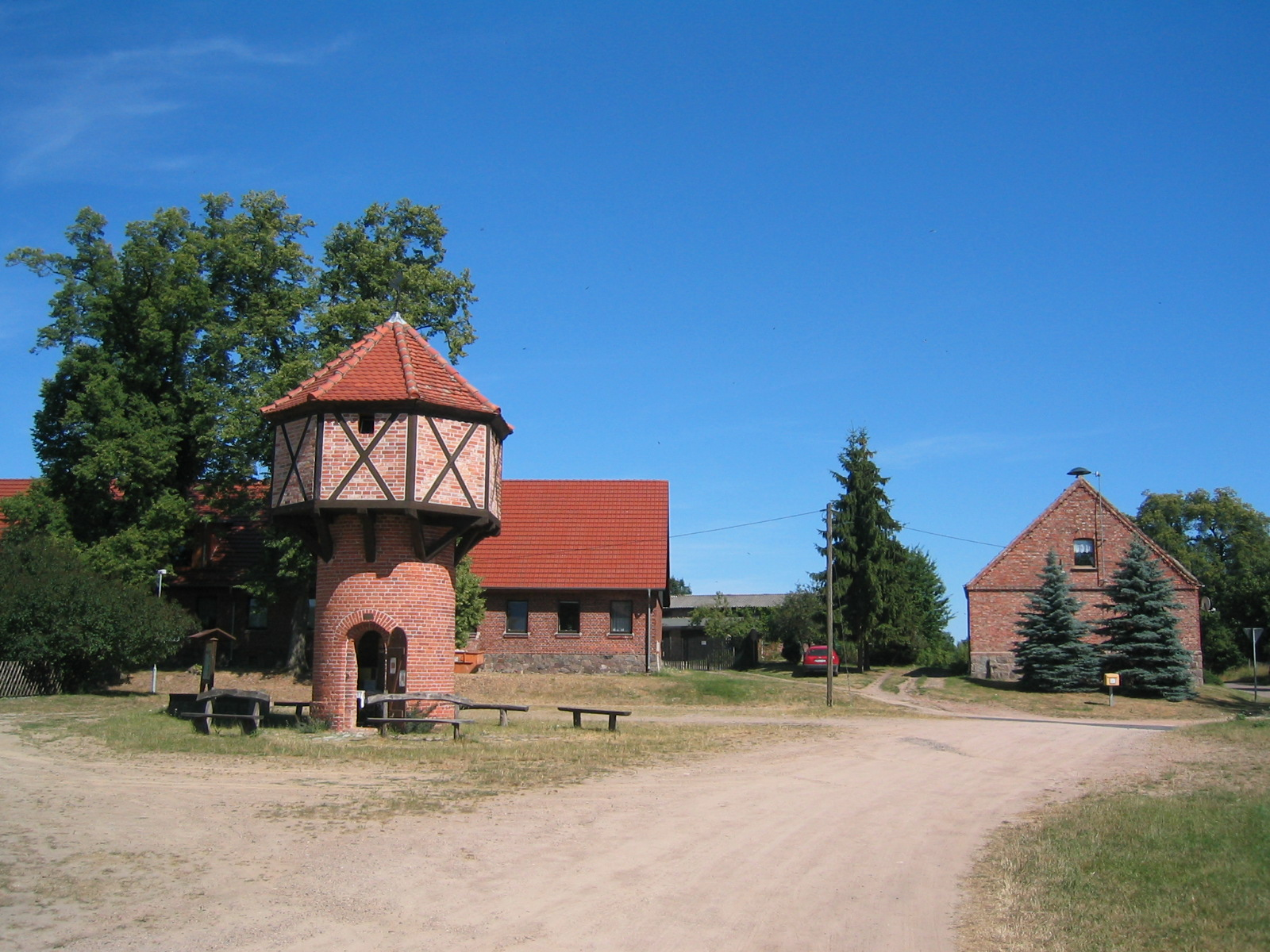
Taubenturm in Glambeck

## Memoiren
Mit der Abfassung seiner Lebenserinnerungen beauftragte er 1880 den Potsdamer Schriftsteller Georg Horn, nachdem zuvor Theodor Fontane diese ihm angetragene „Ehrenarbeit“ ohne Bezahlung abgelehnt hatte. Bei Hofe wurden die Memoiren wegen ihres tiefen Einblicks in das dortige Leben jedoch ungnädigst aufgenommen und blieben bis zum Jahr 2003 unveröffentlicht.